# Női 200 méteres síkfutás a 2024. évi nyári olimpiai játékokon
A 2024. évi nyári olimpiai játékokon az atlétika női 200 méteres síkfutás versenyszámát augusztus 4. és augusztus 6. között rendezték a párizsi Stade de France-ban. Az aranyérmet az amerikai Gabrielle Thomas szerezte meg, második helyen a 100 méteren győztes Saint Lucia-i Julien Alfred ért célba.
Ez a versenyszám 20. alkalommal szerepelt az olimpiai programban. Egy magyar indult a versenyen, Takács Boglárka az előfutamában hatodik lett, a vigaszági futamában pedig második, így nem került az elődöntőbe.

## Rekordok
A versenyt megelőzően a következő rekordok voltak érvényben:
| Világrekord                  | Florence Griffith Joyner (USA) | 21,34 | Szöul, Dél-Korea                 | 1988. szeptember 29. |
| Olimpiai rekord              | Florence Griffith Joyner (USA) | 21,34 | Szöul, Dél-Korea                 | 1988. szeptember 29. |
| Világ legjobb idei eredménye | Gabrielle Thomas (USA)         | 21,78 | Eugen, Amerikai Egyesült Államok | 2024. június 22.     |

## Eredmények
Az időeredmények másodpercben értendők. A rövidítések jelentése a következő:
| - OR: olimpiai rekord - AR: kontinens rekord - NR: országos rekord - PB: egyéni legjobb eredménye - SB: 2024-ben az addigi legjobb eredménye | - DQ: kizárták - DNS: nem indult a futamon - DNF: nem ért célba - Q: helyezés alapján továbbjutott - q: időeredmény alapján továbbjutott |

### Előfutamok
Minden előfutam első három helyezettje automatikusan az elődöntőbe jutott. A többiek a vigaszágra jutottak, ahonnan még kiharcolhatták az elődöntőbe jutást.
1. előfutam
| H  | Pálya | Név                      | Nemzet           | E              | Mj    |
| -- | ----- | ------------------------ | ---------------- | -------------- | ----- |
| 1. | 4     | Julien Alfred            | Saint Lucia      | 22,41          | Q     |
| 2. | 5     | Gémima Joseph            | Franciaország    | 22,72          | Q     |
| 3. | 6     | Julia Henriksson         | Svédország       | 22,79          | Q, NR |
| 4. | 9     | Torrie Lewis             | Ausztrália       | 22,89          | PB    |
| 5. | 7     | Lorène Dorcas Bazolo     | Portugália       | 23,10          | SB    |
| 6. | 2     | Léonie Pointet           | Svájc            | 23,42          |       |
| 7. | 3     | Olga Safronova           | Kazahsztán       | 23,58          |       |
|    | 8     | Marie-Josée Ta Lou-Smith | Elefántcsontpart | DNS            |       |
|    |       |                          |                  | Szél: +1,4 m/s |       |

2. előfutam
| H  | Pálya | Név                  | Nemzet           | E             | Mj |
| -- | ----- | -------------------- | ---------------- | ------------- | -- |
| 1. | 5     | Gabrielle Thomas     | Egyesült Államok | 22,20         | Q  |
| 2. | 6     | Niesha Burgher       | Jamaica          | 22,54         | Q  |
| 3. | 3     | Mujinga Kambundji    | Svájc            | 22,75         | Q  |
| 4. | 8     | Jacqueline Madogo    | Kanada           | 22,78         | PB |
| 5. | 4     | Anahí Suárez         | Ecuador          | 23,33         |    |
| 6. | 7     | Dalia Kaddari        | Olaszország      | 23,49         |    |
| 7. | 2     | Cecilia Tamayo-Garza | Mexikó           | 23,65         |    |
|    |       |                      |                  | Szél: 0,0 m/s |    |

3. előfutam
| H  | Pálya | Név              | Nemzet         | E             | Mj |
| -- | ----- | ---------------- | -------------- | ------------- | -- |
| 1. | 5     | Daryll Neita     | Nagy-Britannia | 22,39         | Q  |
| 2. | 9     | Tasa Jiya        | Hollandia      | 22,74         | Q  |
| 3. | 3     | Helene Parisot   | Franciaország  | 22,99         | Q  |
| 4. | 7     | Nicole Caicedo   | Ecuador        | 23,18         |    |
| 5. | 2     | Nora Lindahl     | Svédország     | 23,33         |    |
| 6. | 6     | Martyna Kotwiła  | Lengyelország  | 23,43         |    |
| 7. | 8     | Anna Bongiorni   | Olaszország    | 23,49         |    |
|    | 4     | Shericka Jackson | Jamaica        | DNS           |    |
|    |       |                  |                | Szél: 0,0 m/s |    |

4. előfutam
| H  | Pálya | Név                     | Nemzet           | E             | Mj |
| -- | ----- | ----------------------- | ---------------- | ------------- | -- |
| 1. | 9     | Mckenzie Long           | Egyesült Államok | 22,55         | Q  |
| 2. | 7     | Jessika Gbai            | Elefántcsontpart | 22,61         | Q  |
| 3. | 3     | Audrey Leduc            | Kanada           | 22,88         | Q  |
| 4. | 2     | Jaël Bestué             | Spanyolország    | 23,17         |    |
| 5. | 6     | Krystsina Tsimanouskaya | Lengyelország    | 23,30         |    |
| 6. | 5     | Mia Gross               | Ausztrália       | 23,36         |    |
| 7. | 4     | Aimara Nazareno         | Ecuador          | 23,52         |    |
| 8. | 8     | Lorraine Martins        | Brazília         | 23,68         |    |
|    |       |                         |                  | Szél: 0,0 m/s |    |

5. előfutam
| H  | Pálya | Név                     | Nemzet           | E              | Mj |
| -- | ----- | ----------------------- | ---------------- | -------------- | -- |
| 1. | 7     | Brittany Brown          | Egyesült Államok | 22,38          |    |
| 2. | 2     | Lanae-Tava Thomas       | Jamaica          | 22,70          |    |
| 3. | 3     | Bianca Williams         | Nagy-Britannia   | 22,77          |    |
| 4. | 8     | Poliníki Emanoiilídu    | Görögország      | 23,06          |    |
| 5. | 5     | Olivia Fotopoulou       | Ciprus           | 23,07          |    |
| 6. | 4     | Takács Boglárka         | Magyarország     | 23,16          |    |
| 7. | 9     | Imke Vervaet            | Belgium          | 23,20          |    |
| 8. | 6     | Veronica Shanti Pereira | Szingapúr        | 23,21          |    |
|    |       |                         |                  | Szél: +0,2 m/s |    |

6. előfutam
| H  | Pálya | Név                      | Nemzet               | E              | Mj    |
| -- | ----- | ------------------------ | -------------------- | -------------- | ----- |
| 1. | 2     | Favour Ofili             | Nigéria              | 22,24          | Q, SB |
| 2. | 8     | Dina Asher-Smith         | Nagy-Britannia       | 22,28          | Q     |
| 3. | 7     | Gina Mariam Bass-Bittaye | Gambia               | 22,84          | Q, SB |
| 4. | 3     | Maboundou Koné           | Elefántcsontpart     | 22,87          | SB    |
| 5. | 5     | Adaejah Hodge            | Brit Virgin-szigetek | 23,00          |       |
| 6. | 4     | Ida Karstoft             | Dánia                | 23,01          |       |
| 7. | 9     | Li Jü-ting (Li Yuting)   | Kína                 | 23,31          |       |
| 8. | 6     | Ana Azevedo              | Brazília             | 23,37          |       |
|    |       |                          |                      | Szél: +0,5 m/s |       |

### Vigaszág
Minden vigaszági futam első helyezettje automatikusan az elődöntőbe jutott. Az összesített eredmények alapján további két futó került az elődöntőbe.
1. futam
| H  | Pálya | Név                     | Nemzet               | E              | Mj    |
| -- | ----- | ----------------------- | -------------------- | -------------- | ----- |
| 1. | 8     | Jacqueline Madogo       | Kanada               | 22,58          | Q, PB |
| 2. | 7     | Adaejah Hodge           | Brit Virgin-szigetek | 22,94          | q     |
| 3. | 6     | Poliníki Emanoiilídu    | Görögország          | 22,99          | q     |
| 4. | 4     | Lorène Dorcas Bazolo    | Portugália           | 23,08          | SB    |
| 5. | 5     | Aimara Nazareno         | Ecuador              | 23,35          |       |
| 6. | 2     | Ana Azevedo             | Brazília             | 23,44          |       |
| 7. | 3     | Veronica Shanti Pereira | Szingapúr            | 23,45          |       |
|    |       |                         |                      | Szél: +0,6 m/s |       |

2. futam
| H  | Pálya | Név                    | Nemzet           | E              | Mj |
| -- | ----- | ---------------------- | ---------------- | -------------- | -- |
| 1. | 4     | Maboundou Koné         | Elefántcsontpart | 22,89          | Q  |
| 2. | 8     | Takács Boglárka        | Magyarország     | 23,05          |    |
| 3. | 3     | Li Jü-ting (Li Yuting) | Kína             | 23,24          |    |
| 4. | 5     | Martyna Kotwiła        | Lengyelország    | 23,50          |    |
| 5. | 7     | Anahí Suárez           | Ecuador          | 23,54          |    |
| 6. | 6     | Lorraine Martins       | Brazília         | 23,82          |    |
|    | 3     | Dalia Kaddari          | Olaszország      | DNS            |    |
|    |       |                        |                  | Szél: +0,6 m/s |    |

3. futam
| H  | Pálya | Név                     | Nemzet        | E              | Mj     |
| -- | ----- | ----------------------- | ------------- | -------------- | ------ |
| 1. | 8     | Olivia Fotopoulou       | Ciprus        | 22,92          | Q, =SB |
| 2. | 5     | Krystsina Tsimanouskaya | Lengyelország | 23,01          |        |
| 3. | 7     | Nicole Caicedo          | Ecuador       | 23,04          |        |
| 4. | 4     | Mia Gross               | Ausztrália    | 23,34          |        |
| 5. | 6     | Cecilia Tamayo-Garza    | Mexikó        | 23,49          |        |
|    | 2     | Anna Bongiorni          | Olaszország   | DNS            |        |
|    | 3     | Ida Karstoft            | Dánia         | DNS            |        |
|    |       |                         |               | Szél: -0,4 m/s |        |

4. futam
| H  | Pálya | Név            | Nemzet        | E              | Mj |
| -- | ----- | -------------- | ------------- | -------------- | -- |
| 1. | 2     | Torrie Lewis   | Ausztrália    | 23,08          | Q  |
| 2. | 3     | Jaël Bestué    | Spanyolország | 23,22          |    |
| 3. | 7     | Imke Vervaet   | Belgium       | 23,33          |    |
| 4. | 6     | Léonie Pointet | Svájc         | 23,37          |    |
| 5. | 4     | Nora Lindahl   | Svédország    | 23,51          |    |
| 6. | 5     | Olga Safronova | Kazahsztán    | 23,70          |    |
|    |       |                |               | Szél: -0,9 m/s |    |

### Elődöntők
Minden elődöntő első két helyezettje automatikusan az elődöntőbe jutott. Az összesített eredmények alapján további két futó került a döntőbe.
1. elődöntő
| H  | Pálya | Név             | Nemzet               | E             | Mj    |
| -- | ----- | --------------- | -------------------- | ------------- | ----- |
| 1. | 7     | Julien Alfred   | Saint Lucia          | 21,98         | Q     |
| 2. | 6     | Favour Ofili    | Nigéria              | 22,05         | Q, SB |
| 3. | 8     | Mckenzie Long   | Egyesült Államok     | 22,30         | q     |
| 4. | 9     | Bianca Williams | Nagy-Britannia       | 22,58         | SB    |
| 5. | 3     | Maboundou Koné  | Elefántcsontpart     | 22,65         | SB    |
| 6. | 5     | Audrey Leduc    | Kanada               | 22,68         |       |
| 7. | 4     | Gémima Joseph   | Franciaország        | 22,69         |       |
| 8. | 2     | Adaejah Hodge   | Brit Virgin-szigetek | 22,70         |       |
|    |       |                 |                      | Szél: 0,0 m/s |       |

2. elődöntő
| H  | Pálya | Név                  | Nemzet           | E              | Mj |
| -- | ----- | -------------------- | ---------------- | -------------- | -- |
| 1. | 8     | Gabrielle Thomas     | Egyesült Államok | 21,86          | Q  |
| 2. | 7     | Dina Asher-Smith     | Nagy-Britannia   | 22,31          | Q  |
| 3. | 5     | Helene Parisot       | Franciaország    | 22,55          | PB |
| 4. | 4     | Mujinga Kambundji    | Svájc            | 22,63          |    |
| 5. | 6     | Niesha Burgher       | Jamaica          | 22,64          |    |
| 6. | 9     | Tasa Jiya            | Hollandia        | 22,81 (,801)   |    |
| 7. | 3     | Jacqueline Madogo    | Kanada           | 22,81 (,807)   |    |
| 8. | 2     | Poliníki Emanoiilídu | Görögország      | 23,18          |    |
|    |       |                      |                  | Szél: +0,2 m/s |    |

3. elődöntő
| H  | Pálya | Név                      | Nemzet           | E              | Mj    |
| -- | ----- | ------------------------ | ---------------- | -------------- | ----- |
| 1. | 7     | Brittany Brown           | Egyesült Államok | 22,12          | Q     |
| 2. | 6     | Daryll Neita             | Nagy-Britannia   | 22,24          | Q     |
| 3. | 8     | Jessika Gbai             | Elefántcsontpart | 22,36          | q, PB |
| 4. | 5     | Gina Mariam Bass-Bittaye | Gambia           | 22,66          | SB    |
| 5. | 9     | Lanae-Tava Thomas        | Jamaica          | 22,77          |       |
| 6. | 4     | Julia Henriksson         | Svédország       | 22,88          |       |
| 7. | 3     | Torrie Lewis             | Ausztrália       | 22,92          |       |
| 8. | 2     | Olivia Fotopoulou        | Ciprus           | 22,98          |       |
|    |       |                          |                  | Szél: +0,1 m/s |       |

### Döntő
| H     | Pálya | Név              | Nemzet           | E              | Mj |
| ----- | ----- | ---------------- | ---------------- | -------------- | -- |
| Arany | 7     | Gabrielle Thomas | Egyesült Államok | 21,83          |    |
| Ezüst | 8     | Julien Alfred    | Saint Lucia      | 22,08          |    |
| Bronz | 6     | Brittany Brown   | Egyesült Államok | 22,20          |    |
| 4.    | 4     | Dina Asher-Smith | Nagy-Britannia   | 22,22          |    |
| 5.    | 5     | Daryll Neita     | Nagy-Britannia   | 22,23          |    |
| 6.    | 9     | Favour Ofili     | Nigéria          | 22,24          |    |
| 7.    | 2     | McKenzie Long    | Egyesült Államok | 22,42          |    |
| 8.    | 3     | Jessika Gbai     | Elefántcsontpart | 22,70          |    |
|       |       |                  |                  | Szél: -0,6 m/s |    |